# Edwin Manrique
Edwin Manrique (Lima, Perú; 27 de abril de 1968 - Buenos Aires, Argentina; 26 de octubre de 2016) fue un músico bongosero y percusionista de nacionalidad peruana con carrera en Argentina. Fue uno de los principales músicos de la cantante Gilda.

## Carrera
Manrique alcanzó popularidad al arribar a Argentina y ser contratado en 1993 por el productor José Olaya, conocido como «El Cholo», del Clan Tropical, incorporándolo como parte de los músicos del Clan Tropical, quedando en la banda de la cantante argentina Gilda como bongosero. Junto a Gino Asmat Galindo en congas, el Chino Wong, Daniel de la Cruz y Claudio Cortagerena en percusión, Marcelo Inamorato en bajo, Raúl Larrosa en tumbas y Quique Toloza en guitarra conformaron el conjunto musical que acompañó a una de las intérpretes con más reconocimiento en el país en la música tropical. Cuando Inamato sufrió un robo de su documentación fue reemplazado temporalmente por Gustavo Babini, que integraba Crema Americana, banda liderada por Jorge Marino. Juan Carlos "Toti" Giménez, mánager y pareja de Gilda, se desempeñó como tecladista, arreglista y director musical de la banda. Por ese entonces  Darío y su grupo Angora y el Sexteto Imperial, se sumaban a la lista de agrupaciones que contaban con músicos del Perú. Junto a Miriam Alejandra Bianchi popularmente conocida como Gilda pasaron por todo: El problema con el representante, las discográficas, las amenazas y cómo de a poco la cantante fue entrando en el gusto popular. En 1995 mejoraron las cosas, la cantante llegó a un acuerdo con Leader Music, en enero de 1996 lanzó Corazón valiente y a los dos meses se convirtió en disco de oro. Hicieron giras por el interior y por Bolivia, estadios y boliches emblemáticos de la movida en Buenos Aires: Metrópolis, Fantástico, Terremoto, entre otros. Interpretaron temas de gran repercusión como "Ámame suavecito", "Corazón valiente", "Corazón herido", "Fuiste", "No me arrepiento de este amor", "Tu eres el chico de los ojos cafés", "Nadie más que tú", "La puerta", entre tantos otros temas. El 7 de septiembre de 1996, en el kilómetro 129 de la Ruta Nacional 12 (Argentina), cuando se dirigía a Chajarí, Entre Ríos, un camión embistió al micro donde viajaban. En el siniestro fallecieron Gilda, su hija mayor y su madre, el chofer del ómnibus Elvio Mazzuco y los músicos Gustavo Babini, Enrique "Quique" Tolosa y Raúl Larrosa. Manrique sobrevivió con algunas lesiones. Tuvo un largo tiempo de recuperación luego de la tragedia en la que hasta incluso le costaba subirse arriba de un micro. Se casó con la mejor amiga de Gilda, con quien tuvo dos hijos nacidos en 1998 y 2007. Después hizo un disco póstumo con temas que Gilda había dejado grabados en forma casera. Y en 1997 armó una banda que se llamó Los Gorilas. El 15 de septiembre de 2016 se estrenó en cines la película Gilda, no me arrepiento de este amor protagonizada por Natalia Oreiro, y de la cual participó como parte de la banda. Edwin Manrique falleció el 26 de octubre de 2016 a raíz de un cáncer con el que venía luchando en los últimos tiempos.

## Discografía

### Álbumes de estudio
1. 1993 - La única - Clan Music
2. 1994 - Pasito a pasito con... Gilda - Clan Music
3. 1995 - Corazón valiente (Disco de Oro en Argentina y Doble Platino) - Leader Music

### Álbumes póstumos a Gilda
1. 1997 - Entre el cielo y la tierra - Leader music
2. 1997 - Los más grandes éxitos - Leader Music
3. 1999 - Las alas del alma - Leader Music
4. 2004 - Grandes éxitos en vivo - Leader Music
5. 2004 - Los más grandes éxitos - Leader Music
6. 2006 - Megamix (24 Hits) - Leader Music
7. 2011 - 20 grandes éxitos - Leader Music
8. 2012 - Gilda - Magenta
9. 2014 - Grandes Éxitos - Magenta
10. 2016 - Un Amor Verdadero - Leader Music